# قاسم‌آباد (بخش مرکزی رفسنجان)
قاسم‌آباد (رفسنجان)، روستایی از توابع بخش مرکزی شهرستان رفسنجان در استان کرمان ایران است.

## جمعیت
این روستا در دهستان کبوترخان قرار دارد و براساس سرشماری مرکز آمار ایران در سال ۱۳۸۵، جمعیت آن ۱۷۶ نفر (۴۳خانوار) بوده‌است.